# 巴勒特鎮區 (堪薩斯州托馬斯縣)
巴勒特鎮區（英語：Barrett Township）為美國堪薩斯州托馬斯縣轄下的鎮區。2010年美国人口普查中該鎮區人口有95人。

## 地理
巴勒特鎮區涵蓋總面積為276.2平方（106.6平方英里），其中276.18平方（106.63平方英里）為陸地，0.02平方（0.0077平方英里）或0.01%為水域。海拔高度1,002（3,287英尺）。

## 人口統計
根據2010年美國人口普查，巴勒特鎮區人口有95人，住房56戶，人口密度為0.34人/每平方公里。此鎮區居民之種族中，白人有94人，非裔美國人有0人，美洲原住民有0人，亞裔美國人有0人，太平洋島裔美國人有0人，其他種族有1人，混血種族則有0人。此外此鎮區有1人為西班牙裔或拉丁裔美國人。